# South Shields
South Shields – miasto w północno-wschodniej Anglii (Wielka Brytania), w hrabstwie Tyne and Wear (historycznie należało do hrabstwa Durham), w dystrykcie South Tyneside. South Shields znajduje się ok. 8 km na południowy wschód od Newcastle upon Tyne, przy ujściu rzeki Tyne do Morza Północnego. Trzecie co do wielkości miasto w zespole miejskim Tyneside, po Newcastle i Gateshead. W 2011 roku liczyło 75 337 mieszkańców.
Dawniej ośrodek eksploatacji węgla kamiennego; przemysł stoczniowy, maszynowy, metalowy, chemiczny; port handlowy (eksport węgla). Miejsce urodzenia brytyjskiego reżysera Ridleya Scotta, oraz piosenkarek Perrie Edwards i Jade Thirlwall (Little Mix)

## Historia

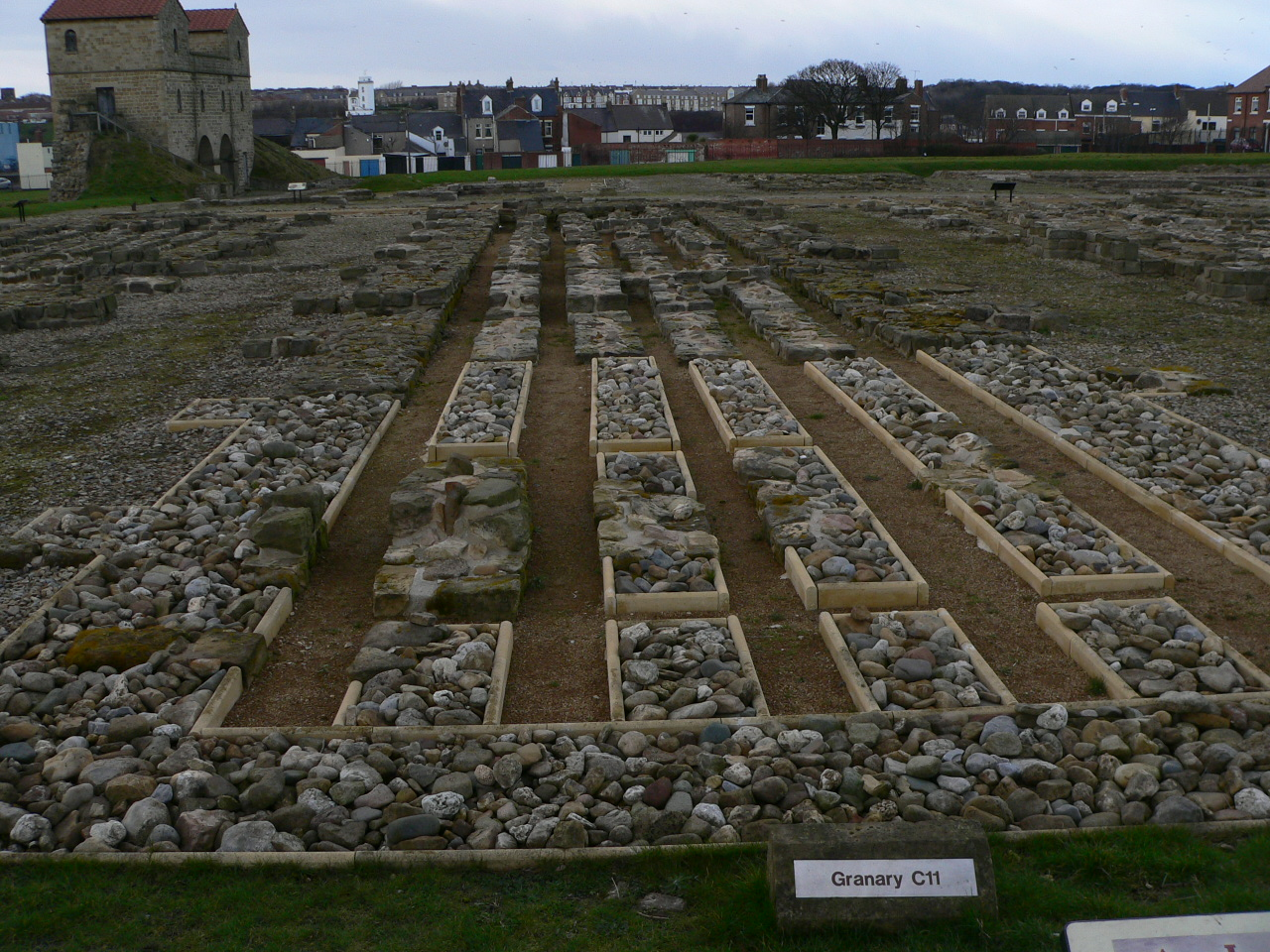
Arbeia - Ruiny fortu rzymskiego (w tle zrekonstruowana brama zachodnia fortu)

Osadnictwo na terenie dzisiejszego South Shields zaczyna się w czasach przedhistorycznych. Podczas wykopalisk na terenie fortu rzymskiego znaleziono groty z epoki kamiennej oraz okrągły dom epoki żelaza. Fort rzymski Arbeia powstał w dogodnym miejscu na wzniesieniu przy ujściu Tyne ok. roku 160 n.e. i rozbudowano około 208 n.e. jako zaplecze dla Wału Hadriana. Fort ostatecznie opuszczono w IV wieku n.e. wraz z wycofaniem się Cesarstwa Rzymskiego z Wielkiej Brytanii. W chwili obecnej ruiny i częściowo zrekonstruowane budynki udostępnione są do zwiedzania i stanowią jedną z atrakcji turystycznych miasta.
Wiele wskazuje na to, że opuszczony przez Rzymian fort został rezydencją króla Northumbrii, Oswalda.
W IX w. Northumbria była najeżdżana przez Normanów organizujących najazdy Wikingskie na wybrzeża Wielkiej Brytanii. Przekazy ludowe mówią o wraku drakkaru spoczywającym pod piaskiem Sandhaven (piaszczysta plaża w South Shields), natomiast archeolodzy odkryli statki normańskie na terenie Centrum Duńskiego w South Shields i w okolicach Jarrow.
Współczesne miasto założono w 1245 r. jako port rybacki. Nazw South Shields wywodzi się od słowa "Schele", które oznaczało mały rybacki domek. XV w. Przyniósł dalszy rozwój miasta jako ośrodka pozyskiwania soli z wody morskiej, co jednocześnie przyczyniło się do skażenia powietrza i ziemi.
W 1644 r. podczas Angielskiej wojny domowej szkoccy sprzymierzeńcy Parlamentarzystów zdobyli miasto i zlokalizowane blisko dawnego fortu rzymskiego umocnienia Rojalistów. W 1864 r. podczas pogłębiania rzeki Tyne znaleziono armaty okresu wojny domowej. Repliki wystawiono na widok publiczny w miejscu znajdowania się umocnień.